# 筒上山
筒上山（つつじょうざん/つつじょうやま）は、四国山地西部の石鎚山脈に属する山である。標高1,860m。四国百名山に選定されている。

## 概要
山岳修験の山であり、筒上山直下の手箱越(1,720m)付近には石垣造りの大峰宗覚心寺派の道場があり、稜線は手箱山へと続く。山頂は特徴的なドーム型の山容であり、しばしば山座同定の目印として用いられる。
頂上の南北に鎮座する二つの峰にはそれぞれ祠が祀られ、南側には大山祇神社が祀られている。南側の山頂には三等三角点、「筒城山」が設置されている。
頂上は笹原で覆われ、コメツツジの群落もある。山腹はブナ林で覆われるが、手箱越東側の北側斜面は一部ダケカンバ林もある。
周辺は石鎚山系森林生態系保護地域に指定されている。

## 登山ルート
石鎚スカイライン終点の土小屋(1,492m)から稜線を東側へ縦走して岩黒山(1,746m)を経て、筒上山の北側を巻き、道場から石垣を隔てた大山祇神社横の鎖場を登り山頂に至る。また吉野川上流の名野川の沢沿いから登るルートもあるが、高低差が大きい。

## ギャラリー

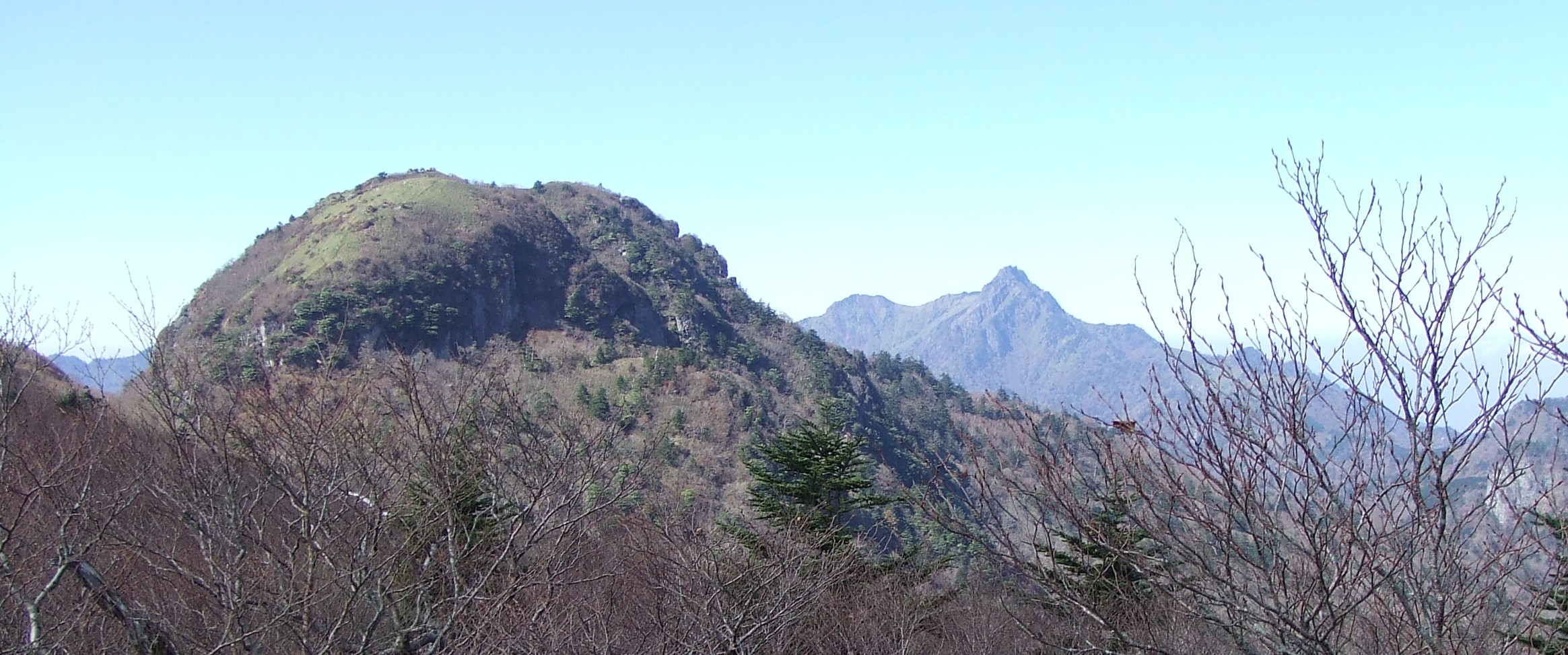
手箱山から望む
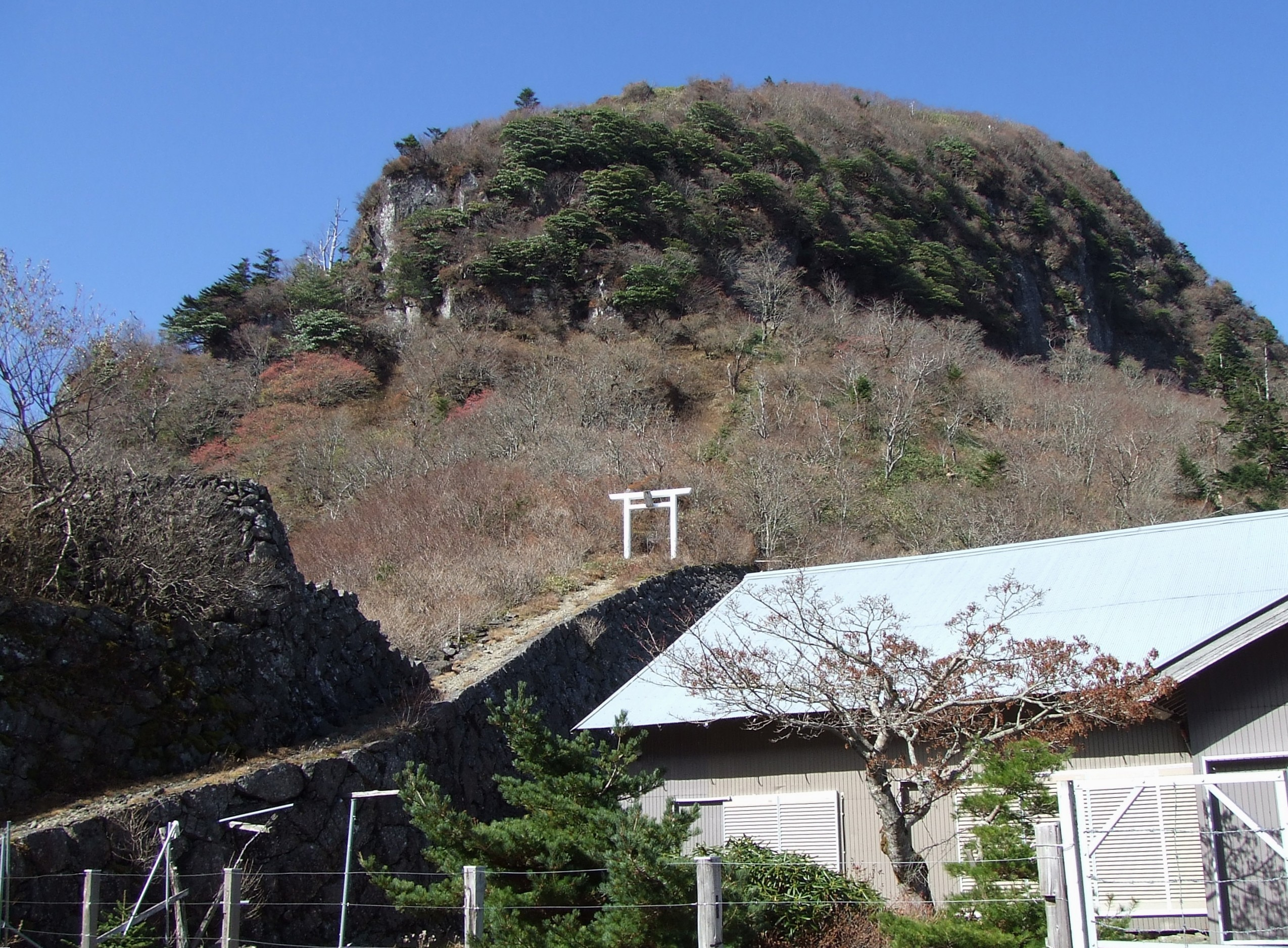
南から鎖で上がる
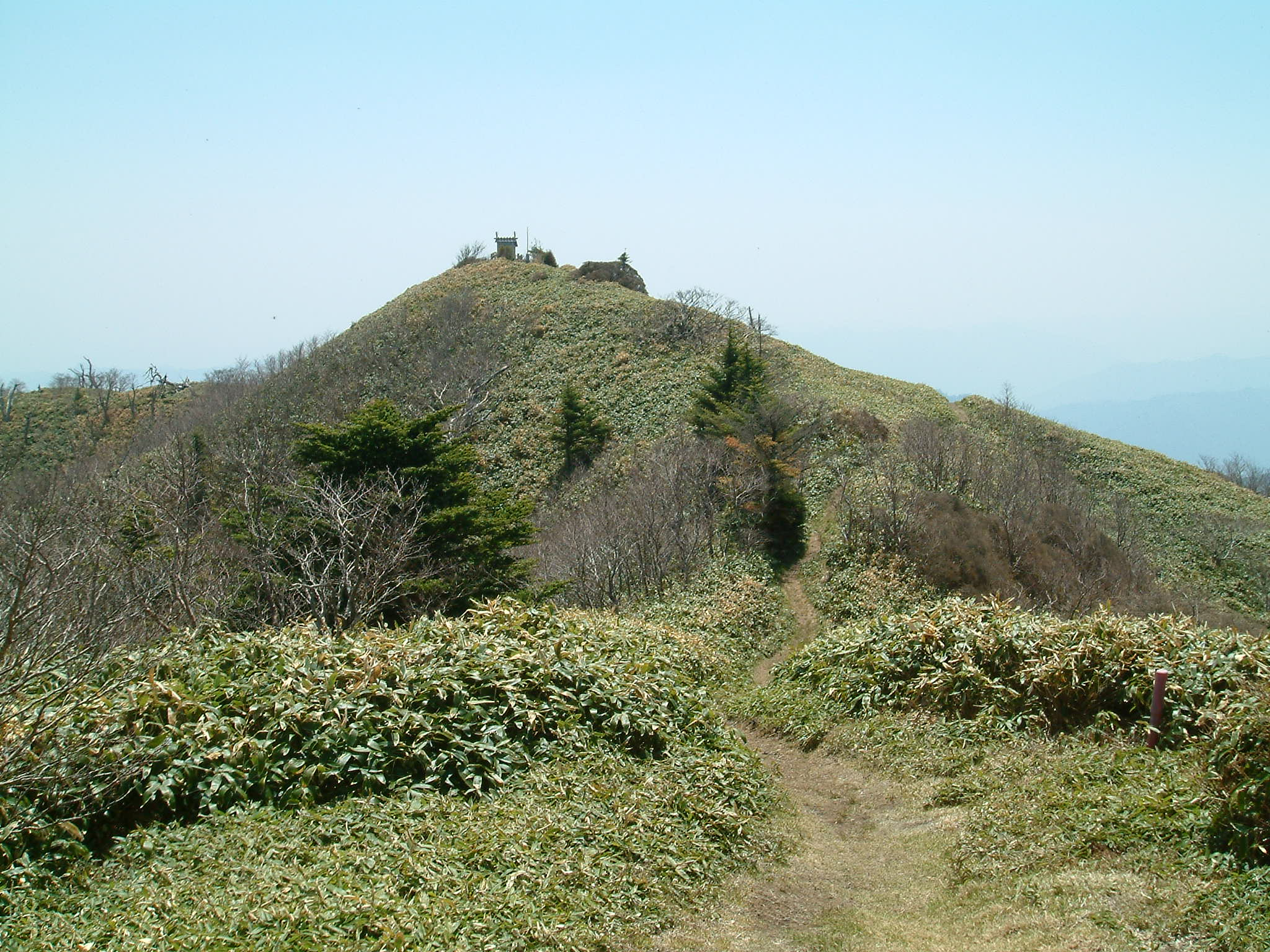
北嶺から南嶺を見る
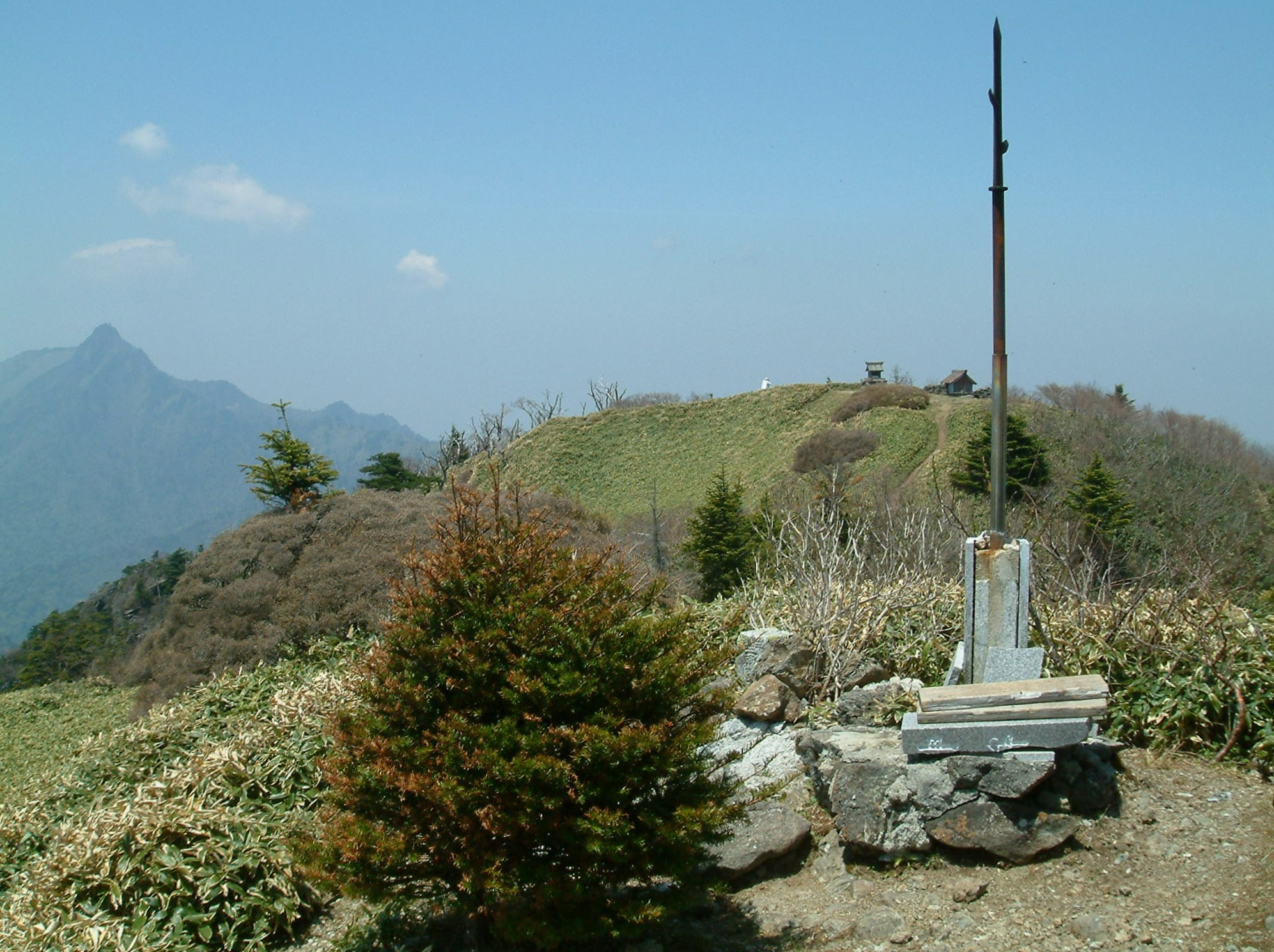
南嶺から北嶺を見る